# Anglès (Francja)
Anglès – miejscowość i gmina we Francji, w regionie Oksytania, w departamencie Tarn.
Według danych na rok 1990 gminę zamieszkiwało 588 osób, a gęstość zaludnienia wynosiła 7 osób/km² (wśród 3020 gmin regionu Midi-Pyrénées Anglès plasuje się na 528. miejscu pod względem liczby ludności, natomiast pod względem powierzchni na miejscu 33.).